# 75 Tauri
75 Tauri, som är stjärnans Flamsteed-beteckning, är en ensam stjärna belägen i den mellersta delen av stjärnbilden Oxen. Den har en skenbar magnitud på ca 4,96 och är svagt synlig för blotta ögat där ljusföroreningar ej förekommer. Baserat på parallaxmätning inom Hipparcosuppdraget på ca 17,5 mas, beräknas den befinna sig på ett avstånd på ca 187 ljusår (ca 57parsek) från solen. Den rör sig bort från solen med en heliocentrisk radialhastighet av ca 16 km/s. Med stjärnans position nära ekliptikan är den föremål för ockultationer med månen.

## Egenskaper
75 Tauri är en orange till gul jättestjärna av spektralklass K1 IIIb, som förbrukat förrådet av väte i dess kärna, ingår i röda klumpen och ligger på den horisontella jättegrenen. Den genererar nu energi genom termonukleär fusion av helium i kärnan. Den har en massa som är ca 1,5 solmassor, en radie som är ca 11 solradier och utsänder ca 41 gånger mera energi än solen från dess fotosfär vid en effektiv temperatur på ca 4 700 K.
75 Tauri är en misstänkt variabel (VAR), som har visuell magnitud +4,97 och varierar utan fastställd amplitud eller periodicitet.